# Stefan Pettersson (calciatore)
Stefan Bengt Pettersson (Västerås, 22 marzo 1963) è un ex calciatore svedese, di ruolo attaccante.

## Carriera

### Club
Ha vinto per 2 volte la Coppa UEFA, contribuendo con le sue reti in entrambi i casi. Nell'edizione 1986-87 fu autore del gol che eliminò l'Inter, quindi, nella finale di andata, segnò al Dundee, contribuendo così in prima persona alla vittoria al suo Göteborg. Nel 1991-92, sempre durante il primo incontro, realizzò un rigore al Torino con la maglia dell'Ajax: la sua marcatura (il 2-2 finale) risultò decisiva per il trofeo, allorché la sfida di ritorno si risolse senza reti.

### Nazionale
Con la Nazionale svedese ha preso parte ai Mondiali 1990, giocando le tre gare della fase eliminatoria.

## Statistiche

### Cronologia presenza e reti in nazionale
| Cronologia completa delle presenze e delle reti in nazionale ― Svezia | Cronologia completa delle presenze e delle reti in nazionale ― Svezia | Cronologia completa delle presenze e delle reti in nazionale ― Svezia | Cronologia completa delle presenze e delle reti in nazionale ― Svezia | Cronologia completa delle presenze e delle reti in nazionale ― Svezia | Cronologia completa delle presenze e delle reti in nazionale ― Svezia | Cronologia completa delle presenze e delle reti in nazionale ― Svezia | Cronologia completa delle presenze e delle reti in nazionale ― Svezia |
| Data                                                                  | Città                                                                 | In casa                                                               | Risultato                                                             | Ospiti                                                                | Competizione                                                          | Reti                                                                  | Note                                                                  |
| --------------------------------------------------------------------- | --------------------------------------------------------------------- | --------------------------------------------------------------------- | --------------------------------------------------------------------- | --------------------------------------------------------------------- | --------------------------------------------------------------------- | --------------------------------------------------------------------- | --------------------------------------------------------------------- |
| 10-6-1990                                                             | Torino                                                                | Brasile                                                               | 2 – 1                                                                 | Svezia                                                                | Mondiali 1990 - 1º turno                                              | -                                                                     | 46’                                                                   |
| 16-6-1990                                                             | Genova                                                                | Scozia                                                                | 2 – 1                                                                 | Svezia                                                                | Mondiali 1990 - 1º turno                                              | -                                                                     | 63’                                                                   |
| 20-6-1990                                                             | Genova                                                                | Costa Rica                                                            | 2 – 1                                                                 | Svezia                                                                | Mondiali 1990 - 1º turno                                              | -                                                                     |                                                                       |
| Totale                                                                |                                                                       | Presenze                                                              | 31                                                                    |                                                                       | Reti                                                                  | 4                                                                     |                                                                       |

## Palmarès

### Competizioni nazionali
- Campionato svedese: 5

Göteborg: 1984, 1987, 1994, 1995, 1996
- Campionato olandese: 2

Ajax: 1989-1990, 1993-1994

### Competizioni internazionali
- Coppa UEFA: 2

Göteborg: 1986-1987
Ajax: 1991-1992